# Selmar Aschheim
Selmar Aschheim (ur. 4 października 1878 w Berlinie, zm. 15 lutego 1965 w Paryżu) – niemiecko-amerykański ginekolog.

## Życiorys
Razem z Bernhardem Zondekiem wykrył ludzką gonadotropinę kosmówkową w moczu ciężarnych i opracował pierwszy biochemiczny test ciążowy, znany jako test Aschheima-Zondeka.